# Jürgen Miethke (Historiker)

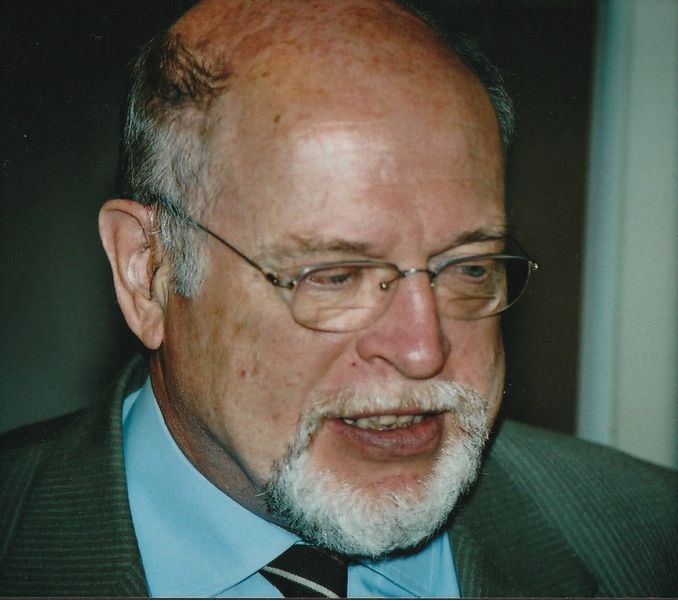
Jürgen Miethke, aufgenommen von Werner Maleczek

Jürgen Miethke (* 15. Juli 1938 in Berlin) ist ein deutscher Historiker. Er lehrte von 1984 bis 2003 als Professor für Mittlere und Neuere Geschichte an der Universität Heidelberg. Miethke zählt zu den renommiertesten Kennern der politischen Theorien des 14. Jahrhunderts, vor allem der Werke Wilhelms von Ockham und Marsilius’ von Padua. Als Klassiker im Geschichtsstudium hat sich unter anderem seine Darstellung Politiktheorie im Mittelalter etabliert.

## Leben
Jürgen Miethke besuchte die Oberrealschule Marktbreit am Main und das Johann-Sebastian-Bach-Gymnasium Windsbach bei Ansbach. Er legte 1957 das Abitur am Gymnasium Neustadt an der Aisch ab. Er studierte zunächst Rechtswissenschaft (1957/1958) und dann Geschichte und Theologie an den Universitäten Göttingen (1958–1960) und West-Berlin (1960–1967). Im Jahr 1967 wurde er an der Freien Universität Berlin mit einer von Wilhelm Berges angeregten und betreuten Arbeit über Ockhams Weg zur Sozialphilosophie promoviert. Er war von 1967 bis 1970 Wissenschaftlicher Assistent bei Wilhelm Berges an der FU Berlin. Im Jahr 1970 folgte dort die Habilitation in Mittlerer Geschichte. Von 1970 bis 1984 war Miethke am Friedrich-Meinecke-Institut in Berlin als Wissenschaftlicher Rat und Professor für Mittelalterliche Geschichte tätig. Er hatte eine Lehrstuhlvertretung für Hartmut Hoffmann an der Universität Göttingen (1973/1974). Von 1984 bis zu seiner Emeritierung 2003 lehrte er an der Ruprecht-Karls-Universität Heidelberg als Professor für Mittlere und Neuere Geschichte. Er war Dekan der Philosophisch-Historischen Fakultät und Amtsmitglied des Senats der Universität Heidelberg (1985/1986). Bedeutende akademische Schüler von Miethke sind Martin Kaufhold, Gerald Schwedler, Vasileios Syros, Karl Ubl und Thomas Wetzstein.
Miethke war Mitglied („Member“) des Institute for Advanced Study/School of Historical Studies (1994/1995) und Forschungsstipendiat des Historischen Kollegs München (1988/89). Er war Gastdozent am Deutschen Historischen Institut in Rom (1978/1979), Gastprofessor am Institute for Research in the Humanities der University of Wisconsin in Madison (Januar bis Juni 1983) und Gastprofessor am Centro de Estudios de Filosofía Medievale der Universidad de Buenos Aires (August/September 1996).
Miethke ist seit 1967 mit der Gymnasiallehrerin und Autorin Veronika von Ditfurth (* 1940) verheiratet und hat drei Kinder.

## Forschungsschwerpunkte
Miethke konzentrierte sich auf die Ideengeschichte des Spätmittelalters, wobei er besonders dem 14. Jahrhundert große Beachtung schenkte und zahlreiche Publikationen zu den politischen Denkern dieser Zeit vorlegte. Dazu gehören seine Darstellungen zur publizistischen Auseinandersetzung um die Machtansprüche des Papsttums und den entsprechenden Gegenschriften. Er war an der Herausgabe diverser diesbezüglicher Quellentexte beteiligt und gilt als einer der besten Kenner der politischen Philosophie des Spätmittelalters. Ein weiterer Schwerpunkt Miethkes ist die Universitätsgeschichte. Seine Arbeiten haben das Wissen um die rechtlichen Rahmenbedingungen und die institutionellen Formen der mittelalterlichen Universität erweitert.
Miethke legte 2004 mit Christoph Flüeler die Edition der politischen Schriften Lupolds von Bebenburg vor, von denen der Tractatus de iuribus regni et imperii den größten Teil ausmacht (S. 233–409). Damit wurde ein seit fast einem Jahrhundert geplantes Forschungsprojekt zum Abschluss gebracht. Mit der Edition leisteten sie einen wichtigen Beitrag zur Geschichte der Politiktheorie im Spätmittelalter.
Miethke verstand die Reformkonzilien des 15. Jahrhunderts als Zentren personeller und medialer Kommunikation. So verwendete Miethke für die Beschreibung der kommunikativen Form der großen Konzile Bezeichnungen wie Forum, Drehscheibe oder Medienereignis.

## Schriften (Auswahl)

### Aufsatzsammlungen
- Studieren an mittelalterlichen Universitäten. Chancen und Risiken. Gesammelte Aufsätze (= Education and society in the Middle Ages and Renaissance. Bd. 19). Brill, Leiden 2004, ISBN 90-04-13833-1 (enthält 16 zwischen 1975 und 2001 veröffentlichte Aufsätze).
- Politische Scholastik – Spätmittelalterliche Theorien der Politik. Probleme, Traditionen, Positionen – Gesammelte Studien (= Spätmittelalter, Humanismus, Reformation / Studies in the Late Middle Ages, Humanism, and the Reformation. Bd. 122). Mohr Siebeck, Tübingen 2021, ISBN 978-3-16-153487-4 (enthält 26 zwischen 1980 und 2017 veröffentlichte Studien).

### Monographien
- Ockhams Weg zur Sozialphilosophie. De Gruyter, Berlin 1969 (Zugleich: Berlin, Freie Universität, Dissertation, 1967).
- mit Arnold Bühler: Kaiser und Papst im Konflikt. Zum Verhältnis von Staat und Kirche im späten Mittelalter (= Historisches Seminar. Bd. 8). Schwann, Düsseldorf 1988, ISBN 3-590-18167-2.
- Die mittelalterlichen Universitäten und das gesprochene Wort (= Schriften des Historischen Kollegs. Vorträge. Bd. 23). München 1990 (Digitalisat).
- De potestate papae. Die päpstliche Amtskompetenz im Widerstreit der politischen Theorie von Thomas von Aquin bis Wilhelm von Ockham (= Spätmittelalter und Reformation. Texte und Untersuchungen. Nr. 16). Mohr Siebeck, Tübingen 2000, ISBN 3-16-147480-5.
- Politiktheorie im Mittelalter. Von Thomas von Aquin bis Wilhelm Ockham (= UTB. 3059). Durchgesehene und korrigierte Studienausgabe. Mohr Siebeck, Tübingen 2008, ISBN 978-3-16-149517-5 (Neuauflage von De potestate papae. 2000).

### Herausgeberschaften
- Wilhelm von Ockham: Dialogus. Auszüge zur Politischen Theorie. Ausgewählt, übersetzt und mit einem Nachwort versehen. Wissenschaftliche Buchgesellschaft, Darmstadt 1992, ISBN 3-534-11871-5 (2., durchgesehene und korrigierte Auflage. ebenda 1994).
- Das Publikum politischer Theorie im 14. Jahrhundert (= Schriften des Historischen Kollegs. Kolloquien. Bd. 21). München 1992, ISBN 978-3-486-55898-2 (Digitalisat).
- mit Lorenz Weinrich: Acta ad ecclesiam in generalibus saeculi XV. conciliis reformandam spectantia. = Quellen zur Kirchenreform im Zeitalter der großen Konzilien des 15. Jahrhunderts. 2 Teile. Wissenschaftliche Buchgesellschaft, Darmstadt 1995–2002 (2., bibliographisch aktualisierte Sonderausgabe. ebenda 2015);
  - Teil 1: Die Konzilien von Pisa (1409) und Konstanz (1414–1418) (= Ausgewählte Quellen zur deutschen Geschichte des Mittelalters. Bd. 38a). 1995, ISBN 3-534-06876-9;
  - Teil 2: Die Konzilien von Pavia, Siena (1423/24), Basel (1431–1449) und Ferrara, Florenz (1438–1445) (= Ausgewählte Quellen zur deutschen Geschichte des Mittelalters. Bd. 38b). 2002, ISBN 3-534-02436-2.
- mit Christoph Flüeler: Politische Schriften des Lupold von Bebenburg (= Monumenta Germaniae Historica. Scriptores. 10: Staatsschriften des späteren Mittelalters. Bd. 4). Hahn, Hannover 2004, ISBN 3-7752-0304-4.
- Lupold von Bebenburg: De iuribus regni et imperii. = Über die Rechte von Kaiser und Reich (= Bibliothek des deutschen Staatsdenkens. Bd. 14). Aus dem Lateinischen übersetzt von Alexander Sauter. Beck, München 2005, ISBN 3-406-53449-X (Besprechung bei H-Soz-u-Kult).
- Marsilius von Padua: Defensor pacis / Der Verteidiger des Friedens. Aufgrund der Edition von Richard Scholz übersetzt, bearbeitet und kommentiert von Horst Kusch, neu eingeleitet und herausgegeben von Jürgen Miethke (= Ausgewählte Quellen zur Geschichte dews Mittelalters, Freiherr-vom-Stein-Gedächtnisausgabe. Bd. 50). Wissenschaftliche Buchgesellschaft, Darmstadt 2017, ISBN 978-3-534-74281-3.
- Wilhelm von Ockham: De potestate papae et cleri. = Die Amtsvollmacht von Papst und Klerus (= Herders Bibliothek der Philosophie des Mittelalters. Bd. 36). Lateinisch – deutsch. Übersetzt und eingeleitet von Jürgen Miethke. 2 Bände. Herder, Freiburg (Breisgau) u. a. 2015, ISBN 978-3-451-34197-7 (Bd. 1), ISBN 978-3-451-34897-6 (Bd. 2).
- Wilhelm von Ockham: Das Recht von Kaiser und Reich. = De iuribus Romani imperii, III.2 Dialogus (= Herders Bibliothek der Philosophie des Mittelalters. Bd. 49/I-II). Lateinisch – deutsch. Übersetzt und eingeleitet von Jürgen Miethke. 2 Bände. Herder, Freiburg (Breisgau) u. a. 2020, ISBN 978-3-451-38529-2 (Bd. 1), ISBN 978-3-451-38729-6 (Bd. 2).